# Liste der Naturdenkmale in Linkenheim-Hochstetten
| Naturdenkmale | Anzahl |
| ------------- | ------ |
| FND           | 2      |
| END           | 2      |
| Gesamt        | 4      |

Die Liste der Naturdenkmale in Linkenheim-Hochstetten nennt die verordneten Naturdenkmale (ND) der im baden-württembergischen Landkreis Karlsruhe liegenden Gemeinde Linkenheim-Hochstetten. In Linkenheim-Hochstetten gibt es insgesamt vier als Naturdenkmal geschützte Objekte, davon zwei flächenhafte Naturdenkmale (FND) und zwei Einzelgebilde-Naturdenkmale (END).
Stand: 1. November 2016.

## Flächenhafte Naturdenkmale (FND)
| Name                     | Bild | Kennung     | Einzelheiten                       | Position | Fläche Hektar | Datum        |
| ------------------------ | ---- | ----------- | ---------------------------------- | -------- | ------------- | ------------ |
| Feuchtgebiet Fohlenweide | BW   | 82151110009 | Linkenheim-Hochstetten, Dettenheim | ⊙        | 5,6           | 29. Mai 1992 |
| Hecke Reutäcker          | BW   | 82151110010 | Linkenheim-Hochstetten             | ⊙        | 0,6           | 29. Mai 1992 |
| Legende für Naturdenkmal |      |             |                                    |          |               |              |

## Einzelgebilde (END)
| Name                       | Bild | Kennung     | Einzelheiten           | Position | Fläche Hektar | Datum        |
| -------------------------- | ---- | ----------- | ---------------------- | -------- | ------------- | ------------ |
| Kaiserkastanie im Schulhof | BW   | 82151050002 | Linkenheim-Hochstetten | ⊙        | 0,0           | 9. März 1987 |
| 2 Linden am Kriegerdenkmal | BW   | 82151050001 | Linkenheim-Hochstetten | ⊙        | 0,0           | 9. März 1987 |
| Legende für Naturdenkmal   |      |             |                        |          |               |              |